# Mayridia dunensis
Mayridia dunensis är en stekelart som beskrevs av Hayat 2003. Mayridia dunensis ingår i släktet Mayridia och familjen sköldlussteklar. Inga underarter finns listade i Catalogue of Life.